# Бензоат натрия
Бензоа́т на́трия — натриевая соль бензойной кислоты. Является пищевой добавкой, относящейся к группе консервантов с номером Е211. Представляет собой белый порошок без запаха или с незначительным запахом бензальдегида. Химическая формула — {\displaystyle \mathrm {C} _{6}\mathrm {H} _{5}\mathrm {C} \mathrm {O} \mathrm {O} \mathrm {N} \mathrm {a} }.

## История
Бензоат натрия открыл Х. Флек (англ. Hugo Fleck) в 1875 году в качестве замены салициловой кислоты. В 1908 в США это вещество было разрешёно к употреблению[куда?].

## Физические свойства
Бензоат натрия при комнатной температуре находится в твёрдой фазе, представляет собой кристаллы или порошок с плотностью твёрдого вещества 1,3 г/см3. Он плавится при 122°C и кипит при 249°C.
Бензоат натрия растворяется в воде, растворимость равна 0,29 г в 100 мл при 20°C. Давление паров при 25°C равно 0,1 Па, относительная плотность паров — 4,2 (для сравнения, у воздуха — единица). Относительная плотность смеси паров бензоата натрия с воздухом — единица.
Температура вспышки бензоата натрия равна 121°C, температура самовоспламенения — 570°C.

## Производство
Бензоат натрия получают методом нейтрализации бензойной кислоты, которая сама по себе производится промышленным способом путём частичного окисления толуола кислородом.

## Нахождение в природе
Бензойная кислота является промежуточным участником цепочек разных биохимических превращений во многих растениях. Высокие концентрации бензоатов обнаружены в некоторых ягодах. Кроме того, бензойная кислота и бензоаты обнаружены у животных, в том числе в молоке млекопитающих.
Многие продукты питания являются естественными источниками бензойной кислоты, её солей (таких как бензоат натрия) и её сложных эфиров. Фрукты и овощи могут быть богатыми источниками бензоата, особенно ягоды, такие как клюква и черника.
Например, плоды растений из рода Вакциниум содержат бензоаты в концентрациях 300–1300 мг на килограмм.

## Консервирующее действие
Оказывает сильное угнетающее действие на дрожжи и плесневые грибы, включая афлатоксинообразующие, подавляет в клетках активность ферментов, ответственных за окислительно-восстановительные реакции, а также ферментов, расщепляющих жиры и крахмал.
Механизм начинается с всасывания бензойной кислоты в клетку. Если внутриклеточный рН падает до 5 или ниже, анаэробная ферментация глюкозы через фосфофруктокиназу резко снижается, что подавляет рост и выживание микроорганизмов, вызывающих порчу пищи.

## Применение

### В качестве консерванта
Бензоат натрия является консервантом с номером E211. Он наиболее широко используется в кислых продуктах, таких как заправки для салатов (подобно уксусной кислоте), безалкогольных напитках, джемах и фруктовых соках, солёных огурцах, приправах и начинок из замороженного йогурта, а также в мясных и рыбных продуктах, маргарине, майонезе и кетчупе. Он также используется в качестве консерванта в лекарствах и косметике. В этих условиях он превращается в бензойную кислоту (E210), которая обладает бактериостатическим и фунгистатическим действием. Бензойная кислота, как правило, не используется непосредственно из-за её плохой растворимости в воде. Концентрация в качестве пищевого консерванта ограничена FDA в США до 0,1% по весу. Бензоат натрия также разрешён в качестве пищевой добавки для животных в количестве до 0,1%, согласно Ассоциации американских должностных лиц по контролю за кормами. Бензоат натрия был заменён сорбатом калия в большинстве безалкогольных напитков в Соединённом Королевстве. Разрешён в России и странах Европы.
Бензоат натрия был одним из химических веществ, используемых в промышленном производстве пищевых продуктов XIX века, которое исследовал доктор Харви У. Уайли со своей знаменитой «Командой отравителей» в рамках Министерства сельского хозяйства США. Это привело к принятию в 1906 году закона о чистых продуктах питания и лекарствах, ставшего знаковым событием в ранней истории регулирования пищевых продуктов в Соединённых Штатах и во всём мире.

### В фармацевтике
Бензоат натрия используется для лечения нарушений цикла мочевины из-за его способности связывать аминокислоты. Использование бензоата приводит к выведению аминокислот и снижению уровня аммиака. Недавние исследования показывают, что бензоат натрия может быть полезен в качестве дополнительной терапии (1 грамм в день) при шизофрении.Общее количество баллов по шкале положительных и отрицательных синдромов снизилось на 21% по сравнению с плацебо.
Бензоат натрия, наряду с фенилбутиратом, используется для лечения гипераммонемии.
Бензоат натрия, наряду с кофеином, используется для лечения головной боли после пункции и угнетения дыхания, связанного с передозировкой наркотиков, а также с эрготамином для лечения сосудистой головной боли.

### В технике
Бензоат натрия применяется в авиации как основной компонент ингибированной бумаги марки А (защита деталей из алюминия и гальванических покрытий). Также, бензоат используется в фейерверках в качестве топлива в смеси для свиста, порошка, который издаёт свистящий звук при сжатии в трубку и воспламенении.

## Содержание в пищевых продуктах
- мясопродукты — 1000—4000 мг/кг;
- повидло, меланж, кондитерские изделия — 700 мг/кг;
- плодово-ягодные полуфабрикаты и маргарин — 1000 мг/кг;
- рыбная икра и рыбные консервы — 1000—2000 мг/кг;
- килька — 2600 мг/кг;
- безалкогольные напитки — 150 мг/л;
- алкогольные напитки с уровнем алкоголя менее 15 % — 200 мг/л;
- джемы с малым содержанием сахара, желе, мармелады, фруктовые пасты — 500 мг/кг;
- безалкогольное пиво — 300 мг/л.

## Безопасность
Бензоат натрия считается «общепризнанным безопасным» (GRAS) Управлением по санитарному надзору за качеством пищевых продуктов и медикаментов (FDA) и может использоваться в качестве противомикробного средства, ароматизатора и пищевой добавки в продуктах питания с максимальным уровнем использования в 0,1 %.
Согласно документу CICAD26 2000 года Международной программы химической безопасности ВОЗ, после многочисленных исследований воздействия бензоата натрия на млекопитающих, включая изучение его воздействия на людей и длительное исследование влияния на крыс,  не было выявило каких-либо побочных эффектов у людей в дозах 647-825 мг/кг массы тела в сутки, однако могут встречаются аллергические реакции (дерматит) и обострение симптомов при астме и крапивнице.
Европейское агентство по безопасности продуктов питания (EFSA) в 2011 году признало бензоат натрия как безопасную кормовую добавку для животных, а в 2016 году как безопасную пищевую добавку в продуктах питания, не оказывающее канцерогенного, генотоксического и мутагенного воздействия на организм человека.
В 1996 году Объединённый экспертный комитет ФАО/ВОЗ по пищевым добавкам (JECFA) установил допустимое суточное потребление (ДСП) для бензоата натрия в количестве 5 мг/кг массы тела. В 2021 году, проведя переоценку безопасности, JECFA изменил это количество, повысив значение до 20 мг/кг массы тела.
Человеческий организм быстро очищает бензоат натрия, соединяя его с глицином с образованием гиппуровой кислоты, которая затем выводится из организма. Метаболический путь начинается с превращения бензоата бутират-КоА-лигазой в промежуточный продукт — бензоил-КоА, который затем метаболизируется N-ацилтрансферазой глицина в гиппуровую кислоту.
Кошки имеют значительно более низкую толерантность к бензойной кислоте и её солям, чем крысы и мыши.

### Потенциальное мутагенное действие
В 1999 году профессор молекулярной биологии и биотехнологии в Шеффилдском университете П. Пайпер (англ. Peter W. Piper) опубликовал статью, в которой описал опасность бензоата натрия «Piper, P. W. Yeast superoxide dismutase mutants reveal a pro-oxidant action of weak organic acid food preservatives :  [англ.] // Free Radical Biology and Medicine. — 1999. — Vol. 27. — P. 1219–1227. — doi:10.1016/S0891-5849(99)00147-1.». В статье он показал, что бензоат, действуя на клетки аэробных дрожжей, выступает в роли сильного прооксиданта (вызывает окислительный стресс), а также обладает мутагенной активностью в отношении митохондриальной ДНК. В статье Пайпер выразил опасение, что употребление человеком пищи со значительным количеством любых консервантов способно вызвать окислительный стресс в клетках эпителия желудочно-кишечного тракта. Помимо бензойной кислоты Пайпер изучал другие слабые органические кислоты, используемые в качестве консервантов: сорбиновую, пропионовую, которые по его данным имеют аналогичное воздействие на клетки дрожжей, а также салициловую кислоту, чьё воздействие на клетки по его данным оказалось менее выраженным.
Позже, в 2007 году Пайпер в интервью газете Independent утверждал, что у людей, длительное время употребляющиех содержащие консерванты безалкогольные напитки, митохондриям наносится вред, который со временем может привести к болезни Паркинсона и другим нейродегенеративным заболеваниям.
На 2009 год доказанный потенциальный вред бензоата натрия в пищевых продуктах ограничивается его взаимодействием с аскорбиновой кислотой с выделением бензола. Однако этот эффект становится заметным при высоких концентрациях перечисленных веществ. То же замечание о высоких концентрациях бензоата натрия относится и к вероятности нанести вред митохондриям. При соблюдении нормативов на его предельное содержание в пищевых продуктах бензоат натрия безопасен, как и множество других веществ. В частности, в пищевых продуктах, выпускаемых пищевой промышленностью, концентрация бензоата натрия мала и потенциальные негативные эффекты не проявляются.

### Канцерогенность
В сочетании с аскорбиновой кислотой (витамин С, Е300) бензоат натрия и бензоат калия могут образовывать бензол. В 2006 году FDA проверило 100 напитков, доступных в Соединённых Штатах, которые содержали в своём составе как аскорбиновую кислоту, так и бензоат. В четырёх из них содержание бензола превышало максимальный уровень загрязнения на 5 ppb, установленного Агентством по охране окружающей среды. В 2007 году, FDA опубликовало статью, в которой заявило, что «уровни бензола, обнаруженные в напитках на сегодняшний день, не представляют опасности для потребителей. Почти все образцы, проанализированные в ходе нашего исследования, либо не содержали бензола, либо содержали уровень ниже 5 ppb». На сегодняшний день нет доказательств, что бензоат натрия в сочетании с аскорбиновой кислотой представляет канцерогенную опасность для здоровья человека при законных уровнях использования.

### Гиперактивность
Исследование, опубликованное в 2007 году Агентством по пищевым стандартам Великобритании (FSA), предполагает, что некоторые искусственные пищевые красители в сочетании с бензоатом натрия могут быть связаны с гиперактивным поведением у детей. Результаты были противоречивыми в отношении бензоата натрия, поэтому FSA рекомендовало дальнейшие исследования. FSA пришло к выводу, что наблюдаемое увеличение гиперактивного поведения, если оно было реальным, с большей вероятностью было связано с искусственными красителями, чем с бензоатом натрия. Автор доклада, Джим Стивенсон из Саутгемптонского университета, сказал: «Результаты показывают, что потребление определённых смесей искусственных пищевых красителей и консерванта бензоата натрия связано с увеличением гиперактивного поведения у детей ... На это действуют многие другие факторы, но, по крайней мере, этого ребёнок может избежать».
В 2008 году EFSA признало исследование FSA как «неубедительное». В 2013 году было проведено двойное слепое плацебо-контролируемое рандомизированное исследование, показавшее отрицательную связь между бензоатом натрия и искусственными красителями по отдельности или вместе и рисками возникновения гиперактивного поведения у детей. В 2016 году научный комитет EFSA вновь объявил вещество безопасным для использования.